# Carvacrol
Le carvacrol, ou cymophénol, C6H3CH3(OH)(C3H7), est un phénol monoterpénoïde. Il a un arôme chaud et piquant, caractéristique de l'origan.

## Sources naturelles
Le carvacrol se trouve dans les huiles essentielles obtenues notamment à partir de l'origan, du thym, du cresson alénois ou de la monarde. Chez le thym, l'huile essentielle contient, selon les sous-espèces, de 5 % à 75 % de carvacrol, tandis que les sous-espèces de sarriette (Satureja) en contiennent de 1 % à 45 %. Dans le genre origan, la marjolaine et le dictame de Crète sont riches en carvacrol, respectivement 50 % et 60 à 80 %.

## Propriétés biologiques et utilisation
Le carvacrol inhibe la croissance de plusieurs souches de bactéries, par exemple Escherichia coli et Bacillus cereus. Sa faible toxicité ainsi que son goût et son arôme agréables ont conduit à son utilisation comme additif alimentaire pour prévenir la contamination bactérienne.
Chez Pseudomonas aeruginosa, il provoque des lésions de la membrane cellulaire de ces bactéries et, contrairement à d'autres terpènes, il inhibe la prolifération de ces germes.
On attribue l'origine de ces propriétés antimicrobiennes à une désorganisation de la membrane bactérienne,.
C'est un activateur potentiel des potentiels récepteurs transitoires V3 (TRPV3) et A1 (TRPA1) des canaux ioniques humains. L'application de carvacrol sur la langue, comme l'activation des TRPV3, provoque une sensation de chaleur. En outre, le carvacrol active, mais les désensibilise rapidement, les récepteurs de douleur TRPA1, ce qui explique son caractère piquant.
Chez le rat, le carvacrol est rapidement métabolisé et excrété. La principale voie métabolique est l'estérification du groupe phénolique par l'acide sulfurique et l'acide glucuronique. Une voie secondaire est l'oxydation des groupes méthyl terminaux en alcools primaires. Après un délai de 24 heures seules des traces de carvacrol ou de ses métabolites peuvent être retrouvées dans l'urine, indiquant une excrétion presque totale en un seul jour.
Plusieurs formes ou applications sont possibles notamment sous la forme d'émulsions de Pickering auto-assemblées avec des cyclodextrines,. 

## Production et synthèse
Le carvacrol peut se préparer par voie synthétique par la fusion de l'acide cymol-sulfonique avec de la potasse caustique ; par l'action de l'acide nitreux sur le 1-méthyl-2-amino-4-propyl benzène ; par le chauffage prolongé de cinq parts de camphre avec une part d'iode ; ou par le chauffage de carvol avec de l'acide phosphorique glacial ou en réalisant la déshydrogénation du carvone avec un catalyseur Pd/C. On peut l'extraire de l'huile d'origan par l'action d'une solution de potasse à 50 %. C'est une huile épaisse qui se prend à 20 °C en une masse de cristaux dont le point de fusion est à 0 °C, et le point d'ébullition à 236-237 °C. L'oxydation par le chlorure ferrique le convertit en dicarvacrol, tandis que pentachlorure de phosphore le transforme en chlorcymol.

## Recherches
Des études préliminaires ont eu lieu dans le cadre de la lutte contre la covid-19 et contre la leucémie,,.